# Веригата
Вижте пояснителната страница за други значения на Веригата.
„Веригата“ е български игрален филм (военен, драма) от 1964 година на режисьора Любомир Шарланджиев, по сценарий на Анжел Вагенщайн. Оператор е Емил Вагенщайн. Музиката във филма е композирана от Кирил Цибулка.

## Актьорски състав
- Васил Попилиев – човекът с веригата
- Иван Братанов – селянинът с каруцата с воловете, помогнал на комуниста
- Григор Вачков – пътният работник с валяка
- Лео Конфорти – д-р Соломон Леви, евреинът от влака
- Кина Дашева – жената от изгорялата къща
- Владимир Давчев – партизанинът, дошъл на гости
- Константин Коцев – войникът Младен Младенов
- Вяра Ковачева (като Вера Ковачева)
- Аспарух Сариев – старшията
- Никола Дадов – селянинът с магарето и двете деца
- Борислав Иванов – жандармеристът пазач
- Найчо Петров – евакуираният с дамаджаната от влака
- Бончо Урумов – комунистчето доктор
- Илия Добрев – ученикът ремсист от влака
- Георги Карев – осъденият от влака, заклал бабата
- Васил Попов – арестант от влака
- Димитър Манчев – арестант от влака
- Димитър Георгиев – спящият арестант от влака
- Хиндо Касимов – арестант от влака